# François Dehaspe
François Joseph Dehaspe, né le 9 novembre 1874 à Ixelles et mort le 12 juillet 1959 à Paris, est un peintre belge.

## Biographie
Élève de Léon Frédéric et d'Henri de Braekeleer, il expose au Salon des indépendants de 1928.
Il meurt le 12 juillet 1959 au sein de la Clinique Oudinot dans le 7e arrondissement de Paris, et, est inhumé au Cimetière parisien de Thiais (96e division). 

## Distinction
- Chevalier de l'ordre de la Couronne en 1928 (Belgique).